# Patmos
Patmos (Grieks: Πάτμος; Italiaans: Patmo) is de naam van een Grieks eiland en gemeente (dimos) in de Egeïsche Zee, gelegen in de Griekse bestuurlijke regio (periferia) Zuid-Egeïsche Eilanden. Wat betreft de bouwstijl op het eiland doet het echter meer denken aan de Cycladen. Het kleine, ca. 34 km² grote eiland is van oorsprong vulkanisch en telt ongeveer 3000 inwoners.
Volgens de overlevering werd de evangelist Johannes rond 95 na Chr. verbannen naar dit eiland. In de Grot van de Apocalyps schreef hij het Bijbelboek Openbaring of Apocalyps. Hierdoor is het Patmos voor velen een 'Heilig eiland' en komen er gedurende het gehele jaar veel orthodoxe en andere christelijke pelgrims.
Ondanks de ontwikkeling van het toerisme blijft de morele en spirituele uitstraling van de monnikengemeenschap op het eiland erg groot, en bepalen de religieuze feestdagen nog in grote mate het levensritme van de inwoners.
Omdat het eiland een belangrijke plaats inneemt in het christendom staat er een aantal kloosters.

## Geschiedenis
Patmos wordt meerdere malen genoemd in de Griekse mythologie. Zo zou Zeus het eiland aan zijn dochter Artemis hebben geschonken. Orestes zou zich op het eiland hebben verscholen en daar de Artemistempel hebben gebouwd. Deze tempel zou op dezelfde plek gestaan hebben waar nu het Johannesklooster staat.
De verovering van het eiland door de Ottomanen in 1537 luidde een grote bloeiperiode in. De Ottomanen verdreven de zeerovers van het eiland naar westelijker gebieden in de Middellandse Zee. Bovendien lieten zij het lokale bestuur van het eiland over aan de monniken, die zich ongestoord konden blijven inspannen om het christelijke geloof en de Griekse taal en cultuur te verspreiden. In 1713 werd er zelfs op Patmos een bijzonder invloedrijke kerkelijke hogeschool gesticht.
Na de erkenning van de Griekse onafhankelijkheid in 1832 bleef het eiland onder Ottomaans bewind. 
Aan het begin van de 20e eeuw werd het eiland Patmos, net als de gehele Dodekanesos, Italiaans grondgebied, tot het zich in 1948 definitief aansloot bij Griekenland.

## Economie
Op het eiland worden wijndruiven, olijven en tomaten verbouwd, maar de inwoners leven van de visserij en vooral van het toerisme, want het is een van de hoofdplaatsen van het christendom. Talloze cruiseschepen doen de havenplaats Skala aan, voor een tocht naar het Johannesklooster, gelegen op de hoge top van het eiland.

## Bezienswaardig

### Chorá
Het stadje Chorá aan de voet van het klooster is ontstaan doordat de ambachtslieden en kunstenaars, die meewerkten aan de bouw van het klooster, zich hier met hun families kwamen vestigen, om bescherming te zoeken tegen de nooit aflatende dreiging van de zeerovers.

### Skala
De havenplaats, Skala genaamd, werd rond 1600 ingericht. Pas in de 20e eeuw ontstond hier ook een dorp. Op de plaats van Skala lag in de oudheid de stad Phora.

### Kampos
Het dorp Kampos bestaat uit een binnenlands en kustdeel (respectievelijk Boven-Kampos en Beneden-Kampos).

### Werelderfgoed: het Johannietenklooster
Het Klooster van de Heilige Johannes "de Theoloog" werd in 1088 gesticht door de monnik Christódoulos († 1093), met de toestemming van de Byzantijnse keizer Alexios I Comnenus. Het werd gebouwd nabij de Grot van de Apocalyps waar, volgens de overlevering, de apostel Johannes in het jaar 95 tijdens zijn verbanning door keizer Domitianus het laatste boek van het Nieuwe Testament van de Bijbel, de Openbaring van Johannes zou hebben geschreven. Johannes was erheen gestuurd omdat hij de leer van Christus had verspreid in Efeze, maar na de dood van Domitianus in 97 zou hij naar Efeze teruggekeerd en er op hoge leeftijd ook overleden zijn.

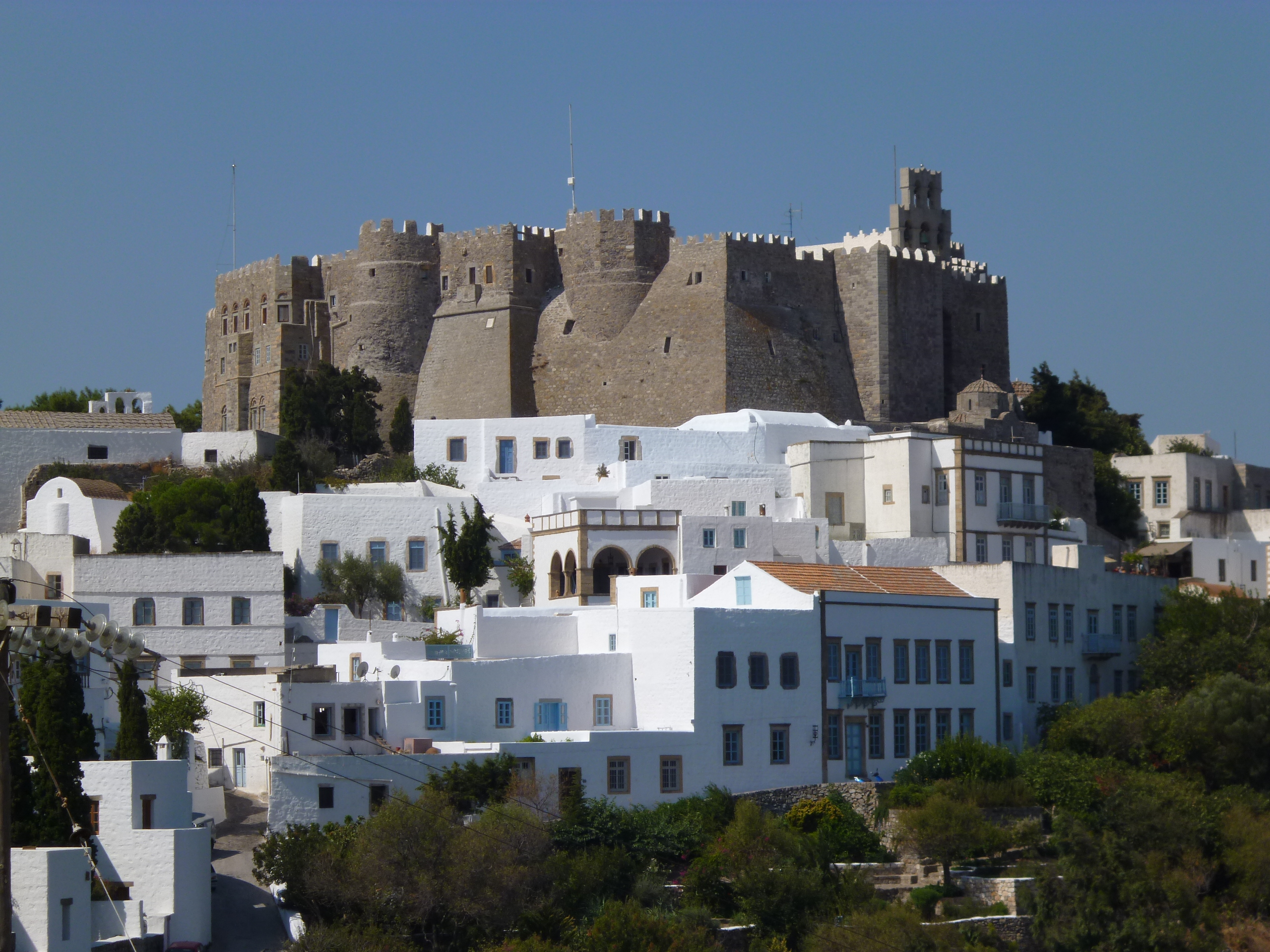
Zicht op het klooster

Het klooster geeft de indruk van een sterk fort dat in rumoerige tijden een bastion tegen piraten was. De lange stichtingsoorkonde van Alexios I wordt er nog steeds bewaard. Het is zeker een bezoek waard, omwille van de rijke kloosterkerk met fresco's uit de 13e eeuw, de bibliotheek met oude boeken, handschriften en oorkonden, en de schatkamer met een overvloed aan relikwieën, iconen en andere kostbare cultusvoorwerpen.

### Grot van de Apocalyps
De Grot van de Apocalyps is nu deel van een kleiner kloostercomplex, dat vlak onder de top van de berg waar Chorá gelegen is.
Ook dit klooster draagt de naam Johannietenklooster.
De grot is nog steeds in een vrij authentieke staat te bezichtigen. Te zien zijn onder meer de natuurlijke lessenaar die gebruikt werd om de beroemde tekst op te schrijven, de nis waarin de evangelist zijn hoofd legde bij het slapen, het uitzicht vanuit de grot op de zee, die de evangelist vaak aanhaalde in zijn openbaring. Verder is er een scheur in het plafond te zien die, volgens de overleveringen, ontstaan is tijdens een zeer heftig visioen. Het is een van de belangrijkste kloosters van de Grieks-orthodoxe Kerk.

### Overige bezienswaardigheden
- Het Mariaboodschap klooster, dit werd in 1937 gesticht.
- De kluis van Elias,
- Kasteli, een kleine Akropolis

## Vriendschapsbanden
- Oudergem